# 동·중앙아프리카 축구 협의회

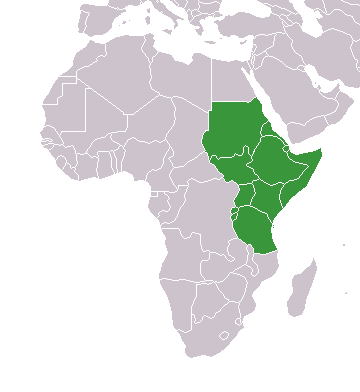

동·중앙아프리카 축구 협의회(영어: Council for East and Central Africa Football Associations, 프랑스어: Conseil des Associations de Football d'Afrique de l'Est et Centrale)는 동아프리카 지역의 축구 국가대표팀의 연합이다.

## 소속팀
- 남수단
- 르완다
- 부룬디
- 소말리아@
- 수단@
- 에리트레아
- 에티오피아
- 우간다
- 잔지바르*
- 지부티@
- 케냐
- 탄자니아

@표는 아랍 축구 연맹 동시회원국. 잔지바르는 아프리카 축구 연맹 준회원국이며, 국제 축구 연맹 회원국이 아님.

## 같이 보기
- 아프리카 축구 연맹
- 서아프리카 축구 연맹